# 秀巖県
秀巖県（しゅうがん-けん）は中華人民共和国遼寧省にかつて存在した県。現在の鞍山市岫岩満族自治県北部に相当する。
1193年（明昌4年）、金朝により設置された。元代に廃止された。